# Liste der Baudenkmäler in Künzing
Auf dieser Seite sind die Baudenkmäler in der niederbayerischen Gemeinde Künzing zusammengestellt. Diese Tabelle ist eine Teilliste der Liste der Baudenkmäler in Bayern. Grundlage ist die Bayerische Denkmalliste, die auf Basis des Bayerischen Denkmalschutzgesetzes vom 1. Oktober 1973 erstmals erstellt wurde und seither durch das Bayerische Landesamt für Denkmalpflege geführt wird. Die folgenden Angaben ersetzen nicht die rechtsverbindliche Auskunft der Denkmalschutzbehörde.

## Baudenkmäler nach Ortsteilen

### Künzing
| Lage                              | Objekt                                 | Beschreibung | Akten-Nr.    | Bild                      |
| --------------------------------- | -------------------------------------- | --- | ------------ | ------------------------- |
| St.-Severin-Straße 6 a (Standort) | Katholische Pfarrkirche St. Laurentius | Saalbau in Jugendstilformen mit eingezogenem Chor und barockem Westturm, im Kern 11. bis 13. Jahrhundert, Ostteile 16./17. Jahrhundert, Turmoberbau und Westfassade 1768, Umgestaltung und Chorverlängerung nach Entwurf von Michael Kurz 1907/08; mit Ausstattung | D-2-71-128-1 | weitere Bilder            |
| St.-Severin-Straße 8 (Standort)   | Ehemaliger Klosteramtshof              | zweigeschossiger Walmdachbau mit Wappenstein und profiliertem Kranzgesims, bezeichnet 1692, Veränderungen im 19. und 20. Jahrhundert | D-2-71-128-2 | Ehemaliger Klosteramtshof |

### Bruck
| Lage                              | Objekt                   | Beschreibung | Akten-Nr.    | Bild |
| --------------------------------- | ------------------------ | --- | ------------ | ---- |
| Osterhofener Straße 25 (Standort) | Ehemaliges Wohnstallhaus | zweigeschossiger Blockbau mit Satteldach und Kniestock, zweite Hälfte 18. Jahrhundert, Dach 19. Jahrhundert, Wirtschaftsteil modern ausgebaut | D-2-71-128-5 | BW   |
| Osterhofener Straße 30 (Standort) | Ehemaliges Wohnstallhaus | Satteldachbau mit Blockbau-Obergeschoss und Giebelschrot, 18./19. Jahrhundert                                                                 | D-2-71-128-6 | BW   |

### Ebering
| Lage                  | Objekt        | Beschreibung                                                                            | Akten-Nr.    | Bild |
| --------------------- | ------------- | --------------------------------------------------------------------------------------- | ------------ | ---- |
| In Ebering (Standort) | Weilerkapelle | neugotischer Satteldachbau mit Giebelreiter, 2. Hälfte 19. Jahrhundert; mit Ausstattung | D-2-71-128-9 | BW   |

### Forsthart
| Lage                               | Objekt                                                                          | Beschreibung | Akten-Nr.     | Bild           |
| ---------------------------------- | ------------------------------------------------------------------------------- | --- | ------------- | -------------- |
| Kirchplatz 3 (Standort)            | Kirchturm und Ausstattung der katholischen Expositurkirche St. Michael (modern) | neubarocker Westturm mit Zwiebelhaube, 1925                                                                               | D-2-71-128-12 | weitere Bilder |
| Untere Römerstraße 76 a (Standort) | Wohnstallhaus                                                                   | Flachsatteldachbau mit teils verputztem Blockbau-Obergeschoss, Traufschrot und Putzgliederung, 1. Drittel 19. Jahrhundert | D-2-71-128-15 | BW             |

### Girching
| Lage                            | Objekt                | Beschreibung                                                                          | Akten-Nr.     | Bild |
| ------------------------------- | --------------------- | ------------------------------------------------------------------------------------- | ------------- | ---- |
| Girchinger Straße 24 (Standort) | Ehemals Wohnstallhaus | Flachsatteldachbau mit Blockbau-Obergeschoss und Giebelschrot, Anfang 19. Jahrhundert | D-2-71-128-20 | BW   |

### Herzogau
| Lage                  | Objekt        | Beschreibung | Akten-Nr.     | Bild |
| --------------------- | ------------- | --- | ------------- | ---- |
| Herzogau 2 (Standort) | Weilerkapelle | kleiner Satteldachbau, 1. Hälfte 19. Jahrhundert                                                                                     | D-2-71-128-25 | BW   |
| Herzogau 6 (Standort) | Wohnstallhaus | zweigeschossiger, teilweise ausgemauerter Blockbau mit Flachsatteldach, Traufschrot und Taubenkobel, letztes Viertel 18. Jahrhundert | D-2-71-128-23 | BW   |

### Hub
| Lage              | Objekt        | Beschreibung | Akten-Nr.     | Bild |
| ----------------- | ------------- | --- | ------------- | ---- |
| Hub 15 (Standort) | Wohnstallhaus | zweigeschossiger, teilweise ausgemauerter Blockbau mit Satteldach, Kniestock und Traufschrot, 2. Hälfte 18. Jahrhundert | D-2-71-128-28 | BW   |
| In Hub (Standort) | Dorfkapelle   | kleiner Holzbau mit vorkragendem Satteldach, 2. Hälfte 19. Jahrhundert                                                  | D-2-71-128-49 | BW   |

### Langkünzing
| Lage                     | Objekt        | Beschreibung | Akten-Nr.     | Bild |
| ------------------------ | ------------- | --- | ------------- | ---- |
| Langkünzing 6 (Standort) | Wohnstallhaus | zweigeschossiger, teilweise ausgemauerter Blockbau mit Flachsatteldach und zwei Giebelschroten, 2. Hälfte 18. Jahrhundert | D-2-71-128-30 | BW   |

### Loh
| Lage             | Objekt                                    | Beschreibung                                                                      | Akten-Nr.     | Bild |
| ---------------- | ----------------------------------------- | --------------------------------------------------------------------------------- | ------------- | ---- |
| Loh 2 (Standort) | Ehemals Wohnstallhaus eines Vierseithofes | Flachsatteldachbau mit Blockbau-Obergeschoss und Traufschrot, 18./19. Jahrhundert | D-2-71-128-32 | BW   |

### Mairing
| Lage                  | Objekt                            | Beschreibung                                                                  | Akten-Nr.     | Bild |
| --------------------- | --------------------------------- | ----------------------------------------------------------------------------- | ------------- | ---- |
| Mairing 12 (Standort) | Wohnstallhaus eines Vierseithofes | Satteldachbau mit Blockbau-Obergeschoss und Traufschrot, Ende 18. Jahrhundert | D-2-71-128-35 | BW   |

### Obernberg
| Lage                   | Objekt                                           | Beschreibung                                                                                         | Akten-Nr.     | Bild |
| ---------------------- | ------------------------------------------------ | --- | ------------- | ---- |
| Obernberg 7 (Standort) | Katholische Filialkirche St. Johannes der Täufer | barocker Saalbau mit eingezogenem Chor und Dachreiter, 1760, im Kern romanisch; mit Ausstattung      | D-2-71-128-37 | BW   |
| Oberfeld (Standort)    | Wegkreuz                                         | hölzernes Kruzifix mit eingeschnitzten Arma Christi, 1. Hälfte 19. Jahrhundert, Wettermantel modern. | D-2-71-128-51 | BW   |

### Reit
| Lage              | Objekt        | Beschreibung                                                                                       | Akten-Nr.     | Bild |
| ----------------- | ------------- | -------------------------------------------------------------------------------------------------- | ------------- | ---- |
| Reit 2 (Standort) | Wohnstallhaus | zweigeschossiger Blockbau mit Flachsatteldach und massivem Wirtschaftsteil, Anfang 19. Jahrhundert | D-2-71-128-38 | BW   |

### Thannberg
| Lage                    | Objekt                | Beschreibung                                                                                   | Akten-Nr.     | Bild |
| ----------------------- | --------------------- | ---------------------------------------------------------------------------------------------- | ------------- | ---- |
| Thannberg 34 (Standort) | Ehemals Wohnstallhaus | Flachsatteldachbau mit Blockbau-Obergeschoss, Kniestock und Balkon, 2. Viertel 19. Jahrhundert | D-2-71-128-40 | BW   |

### Unternberg
| Lage                     | Objekt        | Beschreibung                                                            | Akten-Nr.     | Bild |
| ------------------------ | ------------- | ----------------------------------------------------------------------- | ------------- | ---- |
| In Unternberg (Standort) | Weilerkapelle | Walmdachbau mit Dachreiter, 2. Viertel 19. Jahrhundert; mit Ausstattung | D-2-71-128-41 | BW   |

### Wallerdorf
| Lage                     | Objekt                            | Beschreibung | Akten-Nr.     | Bild           |
| ------------------------ | --------------------------------- | --- | ------------- | -------------- |
| Wallerdorf 2 (Standort)  | Katholische Pfarrkirche Herz Jesu | neugotischer Saalbau mit Nordturm, 1900/01; mit Ausstattung                                                       | D-2-71-128-42 | weitere Bilder |
| Wallerdorf 20 (Standort) | Wohnstallhaus eines Vierseithofes | zweigeschossiger, teilweise ausgemauerter Blockbau mit Flachsatteldach und Traufschrot, 2. Hälfte 18. Jahrhundert | D-2-71-128-43 | BW             |

### Weidenbach
| Lage                    | Objekt             | Beschreibung | Akten-Nr.     | Bild |
| ----------------------- | ------------------ | --- | ------------- | ---- |
| Weidenbach 1 (Standort) | Ehemals Klosterhof | zweigeschossiger Mauerwerksbau mit Krüppelwalmdach, wohl spätes 18. Jahrhundert; Hoftor, gotisches rundbogiges Pilastertor mit spitzbogiger Fußgängerpforte, wohl 13. Jahrhundert | D-2-71-128-44 | BW   |

### Zeitlarn
| Lage                   | Objekt                                          | Beschreibung | Akten-Nr.     | Bild |
| ---------------------- | ----------------------------------------------- | --- | ------------- | ---- |
| Zeitlarn 3 (Standort)  | Katholische Filialkirche St. Jakobus der Ältere | spätgotischer Saalbau mit eingezogenem Chor und westlichem Satteldachturm, um 1500; mit Ausstattung                                           | D-2-71-128-45 | BW   |
| Zeitlarn 7 (Standort)  | Kleinhaus                                       | Flachsatteldachbau mit Blockbau-Obergeschoss, Giebelschrot und Giebelfigur, 2. Hälfte 18. Jahrhundert, Hausfigur St Leonhard, 19. Jahrhundert | D-2-71-128-46 | BW   |
| Zeitlarn 11 (Standort) | Wohnstallhaus                                   | zweigeschossiger, teilweise ausgemauerter bzw. verputzter Blockbau mit Satteldach, Kniestock und Traufschrot, 2. Hälfte 18. Jahrhundert       | D-2-71-128-48 | BW   |

## Abgegangene Baudenkmäler
In diesem Abschnitt sind Objekte aufgeführt, die früher einmal in der Denkmalliste eingetragen waren, jetzt aber nicht mehr existieren, z. B. weil sie abgebrochen wurden. Aktennummern in diesem Abschnitt sind ehemalige, jetzt nicht mehr gültige Aktennummern.

| Lage                             | Objekt     | Beschreibung | Akten-Nr.     | Bild |
| -------------------------------- | ---------- | --- | ------------- | ---- |
| Kohlstatt Kohlstatt 7 (Standort) | Bauernhaus | zweigeschossiger, teilweise ausgemauerter Blockbau mit Flachsatteldach und Traufschrot, 1. Drittel 19. Jahrhundert | D-2-71-128-29 | BW   |